# Porter-Pagode

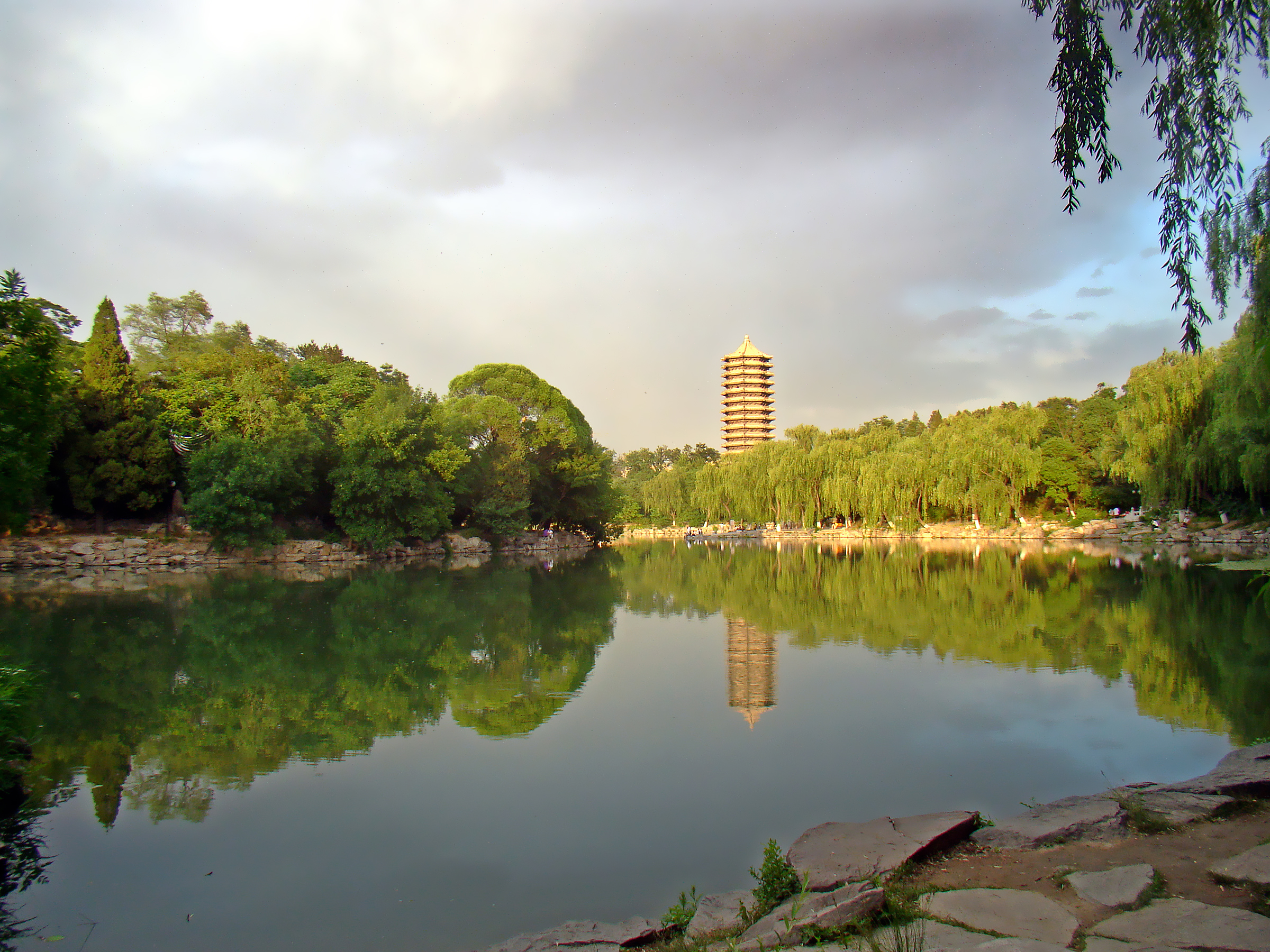
Namenloser See und Wasserturm (Porter-Pagode)

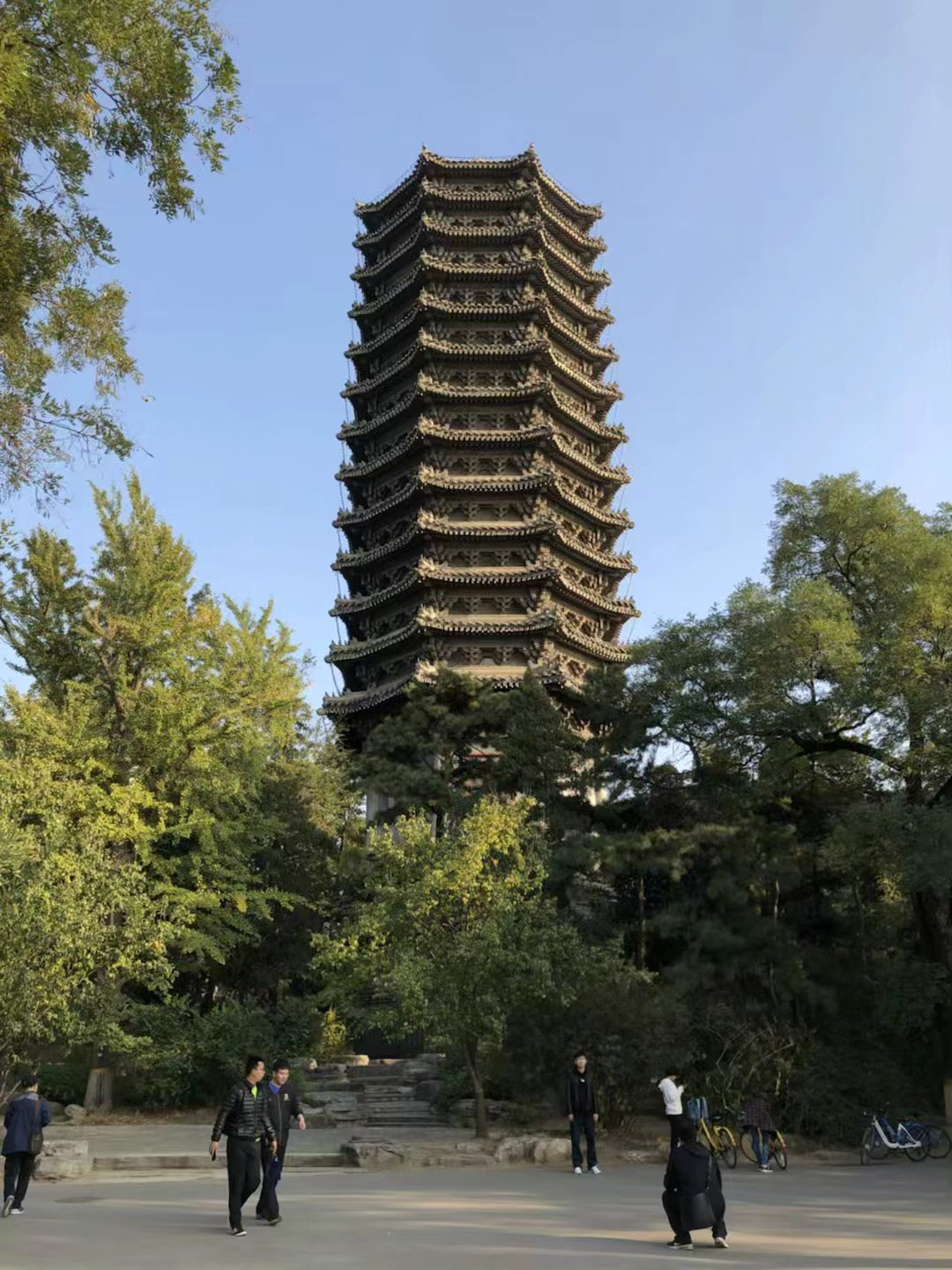
Porter-Pagode (Boya ta)

Die Porter-Pagode (auch „Boya-Pagode“; chinesisch 博雅塔, Pinyin Bóyǎ Tǎ), früher meist schlicht Wasserturm (水塔,  shuǐtǎ) genannt, ist ein Gebäude in Peking.
Die Pagode liegt auf dem heutigen Gelände der Peking-Universität im Stadtbezirk Haidian der chinesischen Hauptstadt am südöstlichen Ufer des sogenannten Namenlosen Sees (未名湖,  Wèimíng Hú) in dem berühmten Landschaftspark des Campus. Es handelt sich bei dem Bauwerk um einen ursprünglich im Jahr 1924 erbauten Wasserturm der früheren Yanjing-Universität (Yanjing daxue), der Vorgängerin der heutigen Peking-Universität und gilt als eines ihrer Wahrzeichen.
Der Wasserturm in Pagodenform wurde hauptsächlich durch Spenden des Onkels James W. Porter des Professors für Philosophie an der Universität, Lucius Chapin Porter (1880–1958),  erbaut, und trägt daher die Bezeichnung nach dem Familiennamen Porter.
Der achteckige Turm ist 37 Meter hoch und hat insgesamt dreizehn Geschosse, es ist eine Stahlbetonkonstruktion, im Inneren führt eine spiralenförmige Treppe in die Spitze des Turms. Er hat eine Form wie Pagoden aus der Liao (Kitan)- und Jin (Dschurdschen)-Zeit, imitiert die Randeng-Pagode im Pekinger Stadtbezirk Tongzhou im Miyan-Stil, der untere Teil ist ein Sumeru-Sockel.

## Denkmal
Die Architektur am Namenlosen See auf dem Campus der Yanjing-Universität (未名湖燕园建筑,  Wèimíng Hú Yānyuán Jiànzhù) steht seit 2001 auf der Liste der Denkmäler der Volksrepublik China (5-475).

## Verschiedenes
In dem bekannten Feature Song für den 100-Tage-Countdown der Olympischen Sommerspiele 2008 (Beijing huanying ni) tritt die Sängerin Han Hong an dieser Stätte auf.